# Alcelaphus buselaphus caama
L'alcelafo rosso (Alcelaphus buselaphus caama É. Geoffroy Saint-Hilaire, 1803) è una sottospecie di alcelafo originaria dell'Africa meridionale. Ne rimangono più di 130.000 esemplari.

## Evoluzione

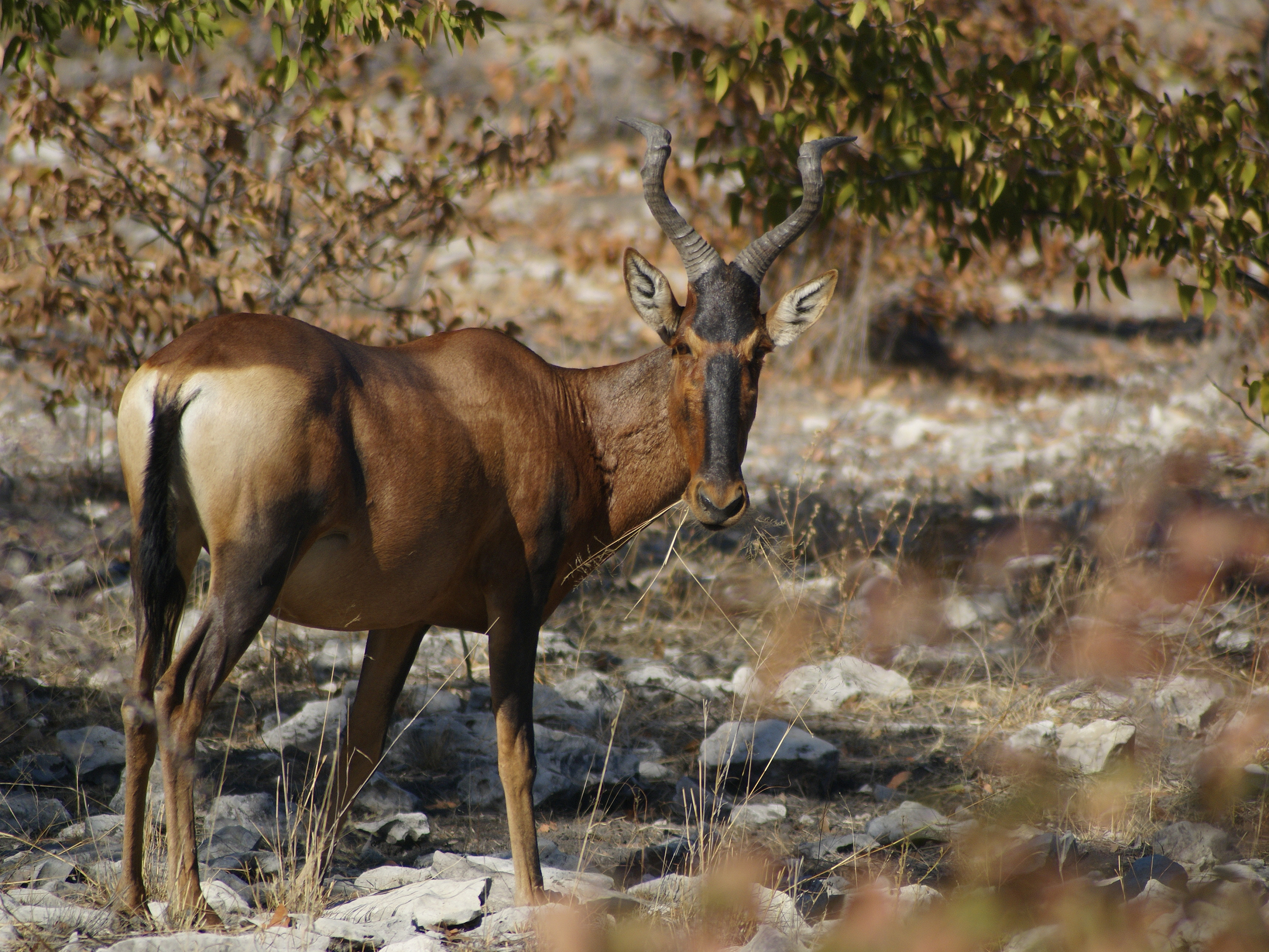
Un esemplare in Namibia.

L'alcelafo appartiene agli Alcelafini, la sottofamiglia di Bovidi africani evolutasi più recentemente, circa 5 milioni di anni fa. I fossili più antichi attribuibili ad Alcelaphus risalgono a 740.000 anni fa. Oltre ad Alcelaphus, la sottofamiglia comprende anche i generi Beatragus, Connochaetes e Damaliscus. Nel corso dei milioni di anni, gli Alcelafini si sono diversificati fino a occupare varie nicchie ecologiche in tutta l'Africa. Le varie sottospecie di A. buselaphus si sono evolute probabilmente in seguito alle variazioni ambientali avvenute in Africa nel corso del Pleistocene. Circa 500.000 anni fa, la popolazione principale di alcelafo si suddivise in due rami principali, settentrionale e meridionale; 400.000 anni fa la popolazione settentrionale si suddivise ulteriormente in due gruppi, orientale e occidentale. La sottospecie A. b. caama ebbe origine dal ramo meridionale, che comprende anche A. b. lichtensteinii, in Namibia. Tutte le altre sottospecie derivano dal ramo settentrionale.
La diversificazione delle varie sottospecie è stata attribuita ai cambiamenti ambientali provocati dal riscaldamento (250-195.000 anni fa) e dal raffreddamento globale (175-125.000 anni fa).

## Descrizione

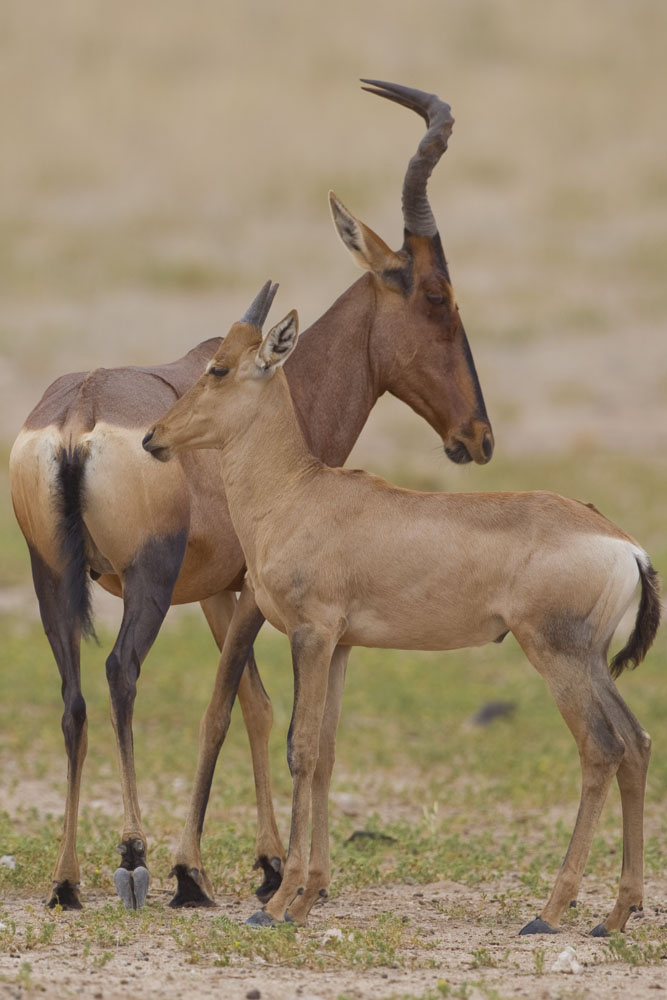
Femmina e piccolo nel parco transfrontaliero di Kgalagadi.

L'alcelafo rosso misura in media 120–140 cm al garrese e ha un peso medio di circa 140 kg (i maschi, più grandi, pesano circa 150 kg, le femmine 120). È un'antilope alta e dalle forme eleganti. La colorazione del manto, liscio e lucente, varia dal bruno-rossastro al fulvo o al marroncino a seconda della località. Una fascia di colore scuro estesa dalle spalle, lungo la linea mediana del dorso, alla base della coda è maggiormente evidente nei maschi. In entrambi i sessi è presente un'area ben definita di peli di colore giallo più chiaro sul posteriore. Lungo il lato frontale delle zampe anteriori, dalle spalle alle ginocchia, è presente una zona di colore scuro, che in alcuni esemplari può estendersi fino agli zoccoli.
La fronte è nera, con una larga macchia di colore rosso o marrone lungo la faccia e tra gli occhi. Il muso è attraversato da una fascia nera. I lati della faccia e del collo hanno una tonalità più chiara e presentano due sottili strisce nere che si congiungono a formare un'unica striscia lungo la parte posteriore del collo. Peli bianchi ricoprono la parte interna delle orecchie, lunghe e appuntite.
Le corna, che misurano circa 60 cm di lunghezza, sono presenti in entrambi i sessi, ma quelle dei maschi sono più pesanti. Poste a stretto contatto tra loro alla base, si innalzano dritte verso l'alto, per poi curvarsi prima in avanti e poi all'indietro ad angolo retto, e sono ricoperte da creste per circa due terzi della loro lunghezza. Le estremità sono lisce. A causa dell'aspetto delle corna, l'alcelafo rosso è noto tra gli appassionati di caccia grossa come la «Harley Davidson delle antilopi».
L'aspettativa di vita dell'alcelafo rosso è di circa 19 anni. Il dimorfismo sessuale è poco evidente, in quanto maschi e femmine, a parte le dimensioni leggermente inferiori di queste ultime, sono simili nell'aspetto. I maschi, comunque, hanno crani più pesanti e corna più spesse di quelle delle femmine, dal momento che tali strutture vengono impiegate nei combattimenti per stabilire le gerarchie. Gli alcelafi hanno un eccellente senso dell'udito e dell'olfatto, ma la loro vista è scarsa. Quando sono spaventati, cercano di confondere i predatori correndo a zigzag, dal momento che possono raggiungere solamente una velocità di 55 km/h.

## Distribuzione e habitat

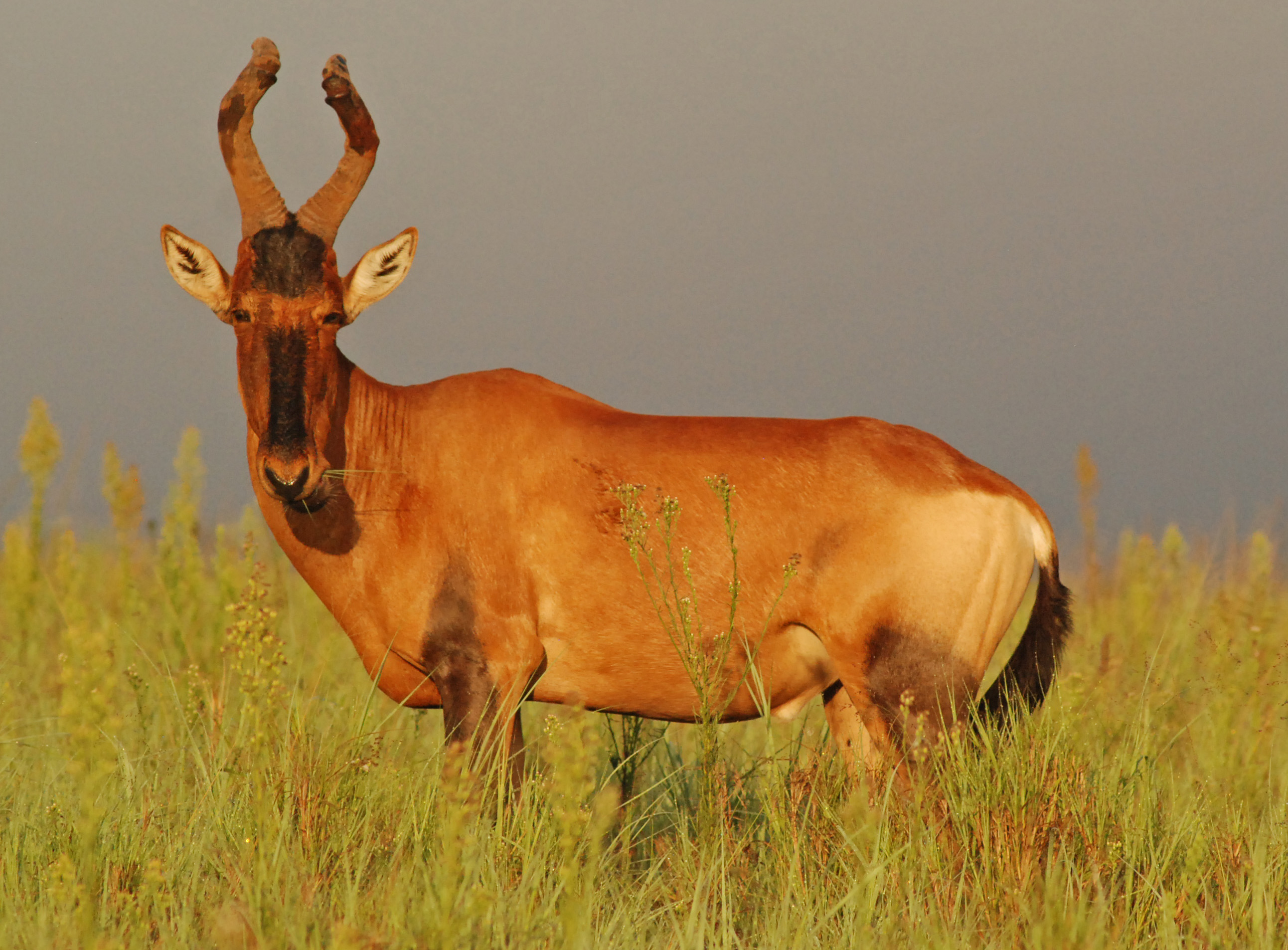
La luce del mattino fa risplendere il colore rossastro di un esemplare nel parco nazionale degli Elefanti di Addo.

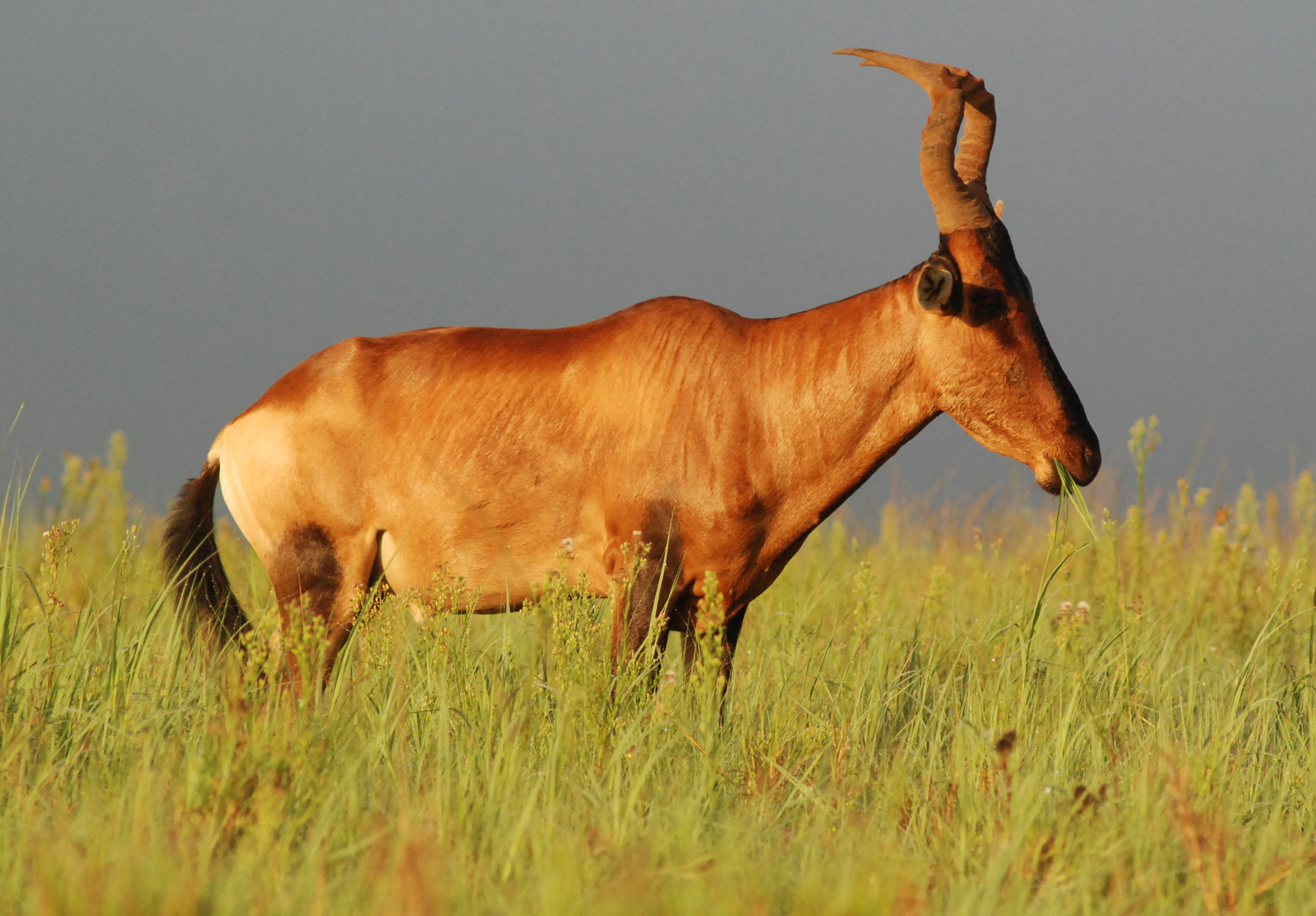
Le caratteristiche corna ricurve in un esemplare visto di profilo nel parco nazionale degli Elefanti di Addo.

L'alcelafo rosso è la sottospecie più meridionale di alcelafo. Diffuso in passato in gran parte dell'Africa meridionale (e marginalmente anche in Angola, in prossimità del confine con la Namibia), il numero di esemplari è stato notevolmente ridotto in passato dai coloni europei, ma la sottospecie sta attualmente espandendo di nuovo il suo areale, dal momento che è stata reintrodotta in molte aree protette e fattorie private (anche in molte aree che non facevano parte del suo areale originario). Oggi è presente in Angola meridionale, Botswana, eSwatini (dove è stato introdotto), Namibia, Sudafrica e Zimbabwe occidentale. Un tempo era presente anche in Lesotho, da dove è scomparso da tempo. Predilige le aree di veld, la distesa di erbe e boscaglie tipica dell'Africa australe, ma si incontra anche in zone più aride.

## Biologia

### Alimentazione
Gli alcelafi rossi sono erbivori, come si può intuire dal lungo muso, che consente loro di strappare e masticare erba con maggiore efficienza. Durante la stagione delle piogge in Africa meridionale, le erbe appartenenti al genere Andropogon sono particolarmente abbondanti e costituiscono la fonte principale della dieta degli alcelafi. Nutrendosi prevalentemente di erba, la loro dieta varia da una stagione all'altra, dal momento che sono costretti a mangiare erba di alta qualità durante la stagione delle piogge e di scarsa qualità durante la stagione secca. Gli alcelafi sono considerati gli Alcelafini meno dipendenti dall'acqua, e sono costretti a bere solo quando meloni e tuberi non sono disponibili.

### Riproduzione
L'alcelafo rosso, come tutte le altre sottospecie di alcelafo, ha un periodo di gestazione di otto mesi, e partorisce un unico piccolo. Generalmente le femmine partoriscono prima che abbiano inizio le piogge estive. Dopo la nascita, i piccoli rimangono nascosti per un certo periodo di tempo tra la fitta vegetazione prima di congiungersi al gruppo e aumentare così le probabilità di sopravvivere ai predatori. La maggior parte delle femmine iniziano a riprodursi all'età di due anni, e possono restare di nuovo gravide 9 o 10 mesi dopo aver partorito.

### Predatori
Tra i carnivori che danno la caccia agli alcelafi nell'Africa meridionale figurano leoni, iene macchiate, leopardi, licaoni e ghepardi. Tuttavia, gli alcelafi non costituiscono la principale fonte di cibo di nessuna di queste specie, e in particolare le iene macchiate danno loro la caccia molto raramente. Gli alcelafi contribuiscono alla dieta dei leoni per circa il 7%, delle iene per il 3,5%, dei ghepardi per l'1,75%, dei licaoni per il 4,5% e dei leopardi per il 6,25%. I leoni e i licaoni generalmente catturano i maschi adulti, mentre iene macchiate e leopardi tendono a prediligere i piccoli.